# 홍명호선생묘
홍명호선생묘는 경기도 안성시 일죽면에 있는 홍명호선생묘이다. 1986년 5월 22일 안성시의 향토유적 제33호로 지정되었다.

## 개요
홍명호[洪明浩 1736(영조 12)∼1819(순조 19)] 선생은 본관이 풍산(豊山), 자는 공서(公舒)이다. 홍진보(洪鎭輔)의 아들이며 홍양호(洪良浩)의 동생으로 조선 후기의 문신이다. 영조 47년(1771) 정시 문과(庭試文科)에 병과(丙科)로 급제하여 교리(校理) · 대사간(大司諫) · 한성부우윤(漢城府右尹)(정조 11년) · 승지(承旨) · 대사헌(大司憲) · 대사성(大司成) · 이조 참판(吏曹參判) 등을 역임했다. 
정조 20년(1796)에는 도승지(都承旨)에 이르렀고, 강화부 유수(江華府留守) · 수원부 유수(水原府留守)(순조 7년) 등을 거쳐 한성부 판윤(漢城府判尹)(1807~1810년)이 되었다. 이어 예조 판서(禮曹判書)(1809) · 판의금부사(判義禁府事)(1811)에 이르렀다. 정조 3년(1779)에 동지 겸 사은 서장관(冬至兼謝恩書狀官)으로서 중국에 갔는데, 그가 보고 들은 중국의 풍습 · 부세(賦稅)문제 · 성곽수축과 변경방략 등에 대한 글을 올리기도 했다. 
정조 15년(1791)에는 그의 아들 홍낙유(洪樂游)가 사관(史官)으로서 처벌당하게 되자, 이에 연루되어 금갑도(金甲島)에 유배되었다가 풀려났다. 또 채제공의 천주교 관련에 대해 극악(極惡)한 죄로 논단할 것을 주청하였다. 이어 순조 즉위년(1801)에는 정조(正祖)의 능(陵) 축조를 위한 산릉도감 당상(山陵都監堂上)이 되었다가 공역(工役)을 지연시킨 죄로 삭직(削職)되기도 했다. 글씨를 잘 썼고, 수원에 있는 〈지지대비(遲遲臺碑)〉의 전제(篆題)를 썼다. 순조 20년(1820)에 효헌(孝憲)이라는 시호(諡號)를 받았다. 
묘소(墓所)는 현재 안성시 일죽면 가리에 있으며, 비석 2기, 문인석 2기, 망주석 2기, 장명등, 상석 등이 있고, 마을 부근에 그 후손들이 살고 있다.

## 참고 문헌
- 홍명호선생묘 - 안성문화관광 - 시지정문화재